# Mary Johnson (Schauspielerin)

Mary Johnson um 1928 auf einer Fotografie von Alexander Binder

Mary Johnson, gebürtig Astrid Maria Carlsson (* 11. Mai 1896 in Eskilstuna, Schweden; † 7. Mai oder 15. Mai 1975 in Brännkyrka, Schweden), war eine schwedische Schauspielerin.

## Leben
1910 hatte sie ihr Theaterdebüt bei Karin Swanström; bis 1914 war sie am Neuen Theater in Göteborg. Ihren ersten Auftritt in einem Film hatte sie 1913 bei der Svenska Biografteatern in Männekängen. Ihr erster Ehemann (1913 bis 1920) Karl Gerhard, damals noch mit Namen Johnson, spielte ebenfalls mit. Sie trat erst ab 1916 wieder in Filmen auf. Innerhalb von zwei Jahren spielte sie dann in mehr als zehn Filmen der Göteborger Produktionsgesellschaft Hasselblad.
Internationale Bekanntheit erlangte Johnson in ihrer Rolle der Elsalill in Mauritz Stillers Herrn Arnes Schatz (1919). Ab 1924 trat sie nur noch in deutschen Filmen auf. Ihr erster Film in Deutschland war Hanns Schwarz’ Die Stimme des Herzens (1924), in dem auch ihr zweiter Ehemann, der norwegische Schauspieler Einar Rød auftrat. Sie spielte unter anderem in Hauptrollen in zwei Filmen des Münchner Regisseurs Franz Osten, zu ihren bekanntesten Filmen in Deutschland gehören Das Fräulein vom Amt (1925) und Wilhelm Dieterles Geschlecht in Fesseln (1928), in dem sie ebenfalls die weibliche Hauptrolle spielt. Nach 1931 beendete sie ihre Filmarbeit. 1932 heiratete sie in dritter Ehe den deutschen Schauspieler Rudolf Klein-Rogge.

## Filmografie (Auswahl)
- 1913: Mannekängen
- 1916: Kärleken segrar
- 1916: Ministerpresidenten
- 1917: Förstadsprästen
- 1917: Revelj
- 1917: Storstadsfaror
- 1917: Nobelpristageren
- 1918: Mästerkatten i stövlar
- 1919: Herrn Arnes Schatz (Herr Arnes pengar)
- 1920: Robinson i skärgården
- 1920: Familjens traditioner
- 1921: En lyckoriddare
- 1921: Herrenhofsage (Gunnar Hedes Saga)
- 1923: Die Heimat ruft...! (Johan Ulfstjerna)
- 1924: Die Stimme des Herzens
- 1925: Das Fräulein vom Amt
- 1925: Das Haus der Lüge
- 1926: Staatsanwalt Jordan
- 1926: Dagfin
- 1927: Ramper, der Tiermensch
- 1927: Die Ausgestoßenen
- 1927: Was Kinder den Eltern verschweigen
- 1927: Die raffinierteste Frau Berlins
- 1927: Manege
- 1928: Geschlecht in Fesseln
- 1931: Einer Frau muß man alles verzeih’n